# Alberto de Zavalía
Alberto de Zavalía, noto anche con lo pseudonimo di Rodolfo Domínguez (Buenos Aires, 4 maggio 1911 – Buenos Aires, 7 maggio 1988), è stato un regista, produttore cinematografico e sceneggiatore argentino.

## Biografia
Era sposato con l'attrice Delia Garcés.Data l'impossibilità per la moglie di lavorare in radio e film nel suo paese per essere uno degli artisti proibiti dal governo peronista,ha dovuto lasciare il paese e iniziò nel 1951 con lei un tour in America Latina con una compagnia teatrale, stabilendosi nel 1956 in Messico. Nel 1958 era uno dei fondatori dell'associazione: Directores Argentinos Cinematográficos.

## Filmografia

### Regista
- Dama de compañía (1940)
- 20 años y una noche (1941)
- La maestrita de los obreros (1942)
- Concierto de almas (1942)
- El fin de la noche (1944)
- Rosa de América (1946)
- El gran amor de Bécquer (1946)
- De padre desconocido (1949)

### Regista e sceneggiatore
- Los caranchos de la Florida (1938)
- La vida de Carlos Gardel (1939)
- La doctora quiere tangos (1949)
- El otro yo de Marcela (1950)

### Regista e Produttore
- Malambo (1942)
- Cuando florezca el naranjo (1943)
- El hombre que amé (1947)

### Regista, Produttore e sceneggiatore
- Escala en la ciudad (1935)

### Sceneggiatore e produttore
- Estrellita, regia di Román Viñoly Barreto (1947)

### Sceneggiatore
- Lágrimas robadas, regia di Julián Soler (1954)

### Produttore
- Su primer baile, regia di Ernesto Arancibia (1942)
- Casa de muñecas, regia di Ernesto Arancibia (1943)
- La honra de los hombres, regia di Carlos Schlieper (1946)